# Prurito vulvar
El prurito vulvar o prurito vaginal  es una sensación desagradable que sienten las mujeres en la vulva o vagina por la cual tienen que rascarse para aliviarla.
El prurito persistente en las áreas de la vagina y la vulva puede ser causado por sustancias químicas como los detergentes, por infecciones o por atrofia vaginal por la menopausia, estrés o problemas psicógenos.
Se pueden practicar exámenes diagnósticos tales como el frotis de Papanicolaou, un cultivo vaginal o una biopsia para determinar su origen. Es un prurito genital que afecta a la vagina o a la vulva, que es la que contiene los órganos genitales externos femeninos.

## Causas
Las causas pueden ser productos químicos que generan alergia, diversas infecciones,  vaginosis bacteriana, candidiasis, tricomoniasis, psoriasis y liquen escleroso.

## Tratamiento
El tratamiento es específico de la causa que lo provoque. Pueden ofrecerse antibióticos, antifúngicos o estrógenos.